# 이립 (조선)
이립(李立, ? ~ 1627년)은 조선 중기의 무신이자 정묘호란 때 의병장이다. 본관은 단양이다. 《조선왕조실록》과 《승정원일기》에는 이립용 또는 이립이라고 혼용되어 기록되어 있다.
1627년 1월 후금의 아민이 이끄는 3만 명의 청군이 쳐들어와 정묘호란이 일어나자 평안도 용천에서 의병을 일으켰다. 1627년 3월 18일 적군 1000명이 침입하자 2일 동안 싸워 200명을 사살하고 3월 23일 북위포에서 적군 2000명과 싸워 200명을 사살하고 갑주 등을 노획하는 전과를 거두었다.
이 공으로 인산첨사에 임명되었고 6월 25일에는 관서의병장으로 임명되었다. 이후 섬과 육지를 오가며 여진족을 토벌하던 도중 섬에서 병사하였다.
사후 1736년 안주의 충민사에 배향되었다.